# Batalla de Abárzuza
La batalla de Abárzuza (o Monte Muro) fue un enfrentamiento entre carlistas y republicanos durante la tercera guerra carlista. La batalla se convirtió en una catástrofe para los republicanos, a pesar de que doblaban en número a su enemigo, muriendo el general republicano Gutiérrez de la Concha, considerado uno de los «militares más importantes del siglo XIX» y quedando su ejército disperso.

## Antecedentes
En 1873 los carlistas habían logrado causar graves problemas al gobierno, viendo el buen rumbo de la guerra pretendieron tomar Bilbao. Tras dos meses de asedio, el cerco fue finalmente roto y los carlistas, desmoralizados y dispersos, emprendieron la retirada. El gobierno se propuso acabar la guerra ese año tomando la capital del "estado carlista", Estella. Casi 50 000 hombres al mando del general Gutiérrez de la Concha fueron enviados para cumplir la misión. En junio de 1874 el ejército gubernamental se cruzó en su camino hacia Estella, cerca de Abárzuza, con el grueso del ejército carlista cuando se dirigía en retirada a la capital tradicionalista, recibió órdenes de detener al enemigo. El marqués de Duero no lo dudó y mandó atacar.

## La batalla
El día 25 de junio los republicanos cruzaron el río Ega y tomaron el pueblo de Villatuerta, con una mínima oposición carlista. Inicialmente, se lograron los objetivos, pero aun así los carlistas resistieron y la lucha se prolongó. El segundo día la batalla se estancó, las municiones de los liberales no llegaron y la lluvia hizo imposibles los movimientos. Finalmente arribaron los alimentos al tercer día, pero las carretas quedaron atascadas y solo se recuperó una sexta parte de los víveres, siendo esto poca comida para 50 000 exhaustos soldados. Los liberales debían tomar el monte Muro para poder hacerse con Estella, pero esta loma estaba fuertemente defendida por las tropas carlistas. Fue finalmente a las cuatro de la tarde de aquel día 27 cuando se lanzó el ataque republicano. Sin embargo, la tempestad, que no amainaba, hacía que los atacantes se dispersasen y se viesen sin fuerzas mientras subían la colina, siendo disparados a placer por los carlistas. Viendo la incapacidad del ejército liberal, que estaba mal alimentado y peor situado, el general carlista Dorregaray ordenó un contraataque. Gutiérrez de la Concha comprendió que la batalla se perdía, así que él mismo comandó una nueva ofensiva con las tropas de reserva. Tras un infructuoso intento de romper las líneas carlistas, trató de bajar la colina y proseguir el siguiente día, sin embargo, el general fue alcanzado por una descarga carlista, que lo dejó moribundo. Falleció finalmente en Abárzuza y sus tropas comenzaron en silencio la retirada en cuanto cayó la noche. Los carlistas habían logrado la victoria.

## Consecuencias
Las consecuencias pudieron ser funestas para la república, tanto que hasta las fuerzas de reserva y logísticas tuvieron que intervenir en la misma para evitar la debacle, pues con el ejército liberal desmembrado por compañías incompletas, don Carlos pudo haber atacado incluso hacia la capital, ganando posiblemente en un supuesto la guerra. Sin embargo, la falta de visión de los mandos carlistas hizo que estos se conformasen con proseguir el conflicto, sabiendose inferiores en números, hecho este que de haber sido derrotados en monte Muro, hubiese sido imposible. Aun así, la pérdida del general Concha, el ánimo que inflamó a los carlistas y las convulsiones políticas que causó la batalla en el gobierno republicano, hicieron de este combate una importante derrota gubernamental, dentro de esta guerra civil.